# Psychodrama
Albums de Dave
Game Over (EP)
(2017) We're All Alone in This Together (en)
(2021)
Singles
1. Black
Sortie : 22 février 2019
2. Streatham
Sortie : 7 mars 2019

Psychodrama est le premier album studio de Dave, sorti le 8 mars 2019.

## Historique
Dans une interview avec the New Musical Express en 2017, Dave révèle qu'il travaille sur un album dont la sortie est prévue en 2018. Cependant, le rappeur connait une année 2018 assez timide, malgré deux singles, et annonce officiellement la sortie de son premier album en février 2019. L'album est promu par le single Black, célébrant la culture noire, qui sort le 22 février 2019.
La pochette de l'album montre Dave, la tête embrasée d'une vive flamme bleue sur un fond sombre. Cette représentation du rappeur colle aux lourdes thématiques de Psychodrama.
Album-concept, Psychodrama aborde de nombreux thèmes mais s'attarde surtout sur les problèmes mentaux du natif de Brixton, notamment la dépression. Le premier morceau de Psychodrama voit Dave échanger avec son thérapeute, un fil rouge qui se poursuit tout au long de l'album.

## Réception
Psychodrama reçoit un accueil d'un rare enthousiasme de la part de la presse. Sur le site Metacritic, il obtient le score de 97/100, basé sur neuf critiques.
Alexis Petridis de The Guardian ne tarit pas d'éloges : « Ses paroles sont intelligentes, réfléchies, inflexibles et conscientes de soi. Dans un monde où les artistes semblent terrifiés par le fait que leur public appuie sur la touche d'avance rapide, sur le passage à la chanson suivante de la playlist du service de streaming, il est très difficile de confronter les auditeurs à une chanson de rap de onze minutes, en particulier lorsque le sujet est aussi inflexible que celle de Lesley, mais elle est véritablement captivante. En effet, cela montre à quel point Dave est incisif en tant qu’écrivain que l’album dure environ une heure et qu’aucunes minutes de son temps de lecture ne semble ni gaspillées ni dépassées. Le résultat final est certainement l’album le plus audacieux de la renaissance du hip-hop britannique. C'est peut-être aussi le meilleur. Quelles que soient ses ambitions, Dave a le talent pour les réaliser ».

## Liste des titres
| No  | Titre                          | Auteur                                                                                  | Producteur(s)                        | Durée |
| --- | ------------------------------ | --------------------------------------------------------------------------------------- | ------------------------------------ | ----- |
| 1.  | Psycho                         | David Orobosa Omoregie, Kyle Evans, Maggie Eckford, Josh Williams, Alexi von Guggenburg | Fraser T Smith, Omoregie, Kyle Evans | 4:08  |
| 2.  | Streatham                      | Omoregie, Nana Rogues                                                                   | Nana Rogues, Smith, Dave             | 3:25  |
| 3.  | Black                          | Smith, Omoregie                                                                         | Smith                                | 3:47  |
| 4.  | Purple Heart                   | Omoregie, Evans, Natalie Stewart, Lonnie Lynn, Scott Storch, Marsha Ambrosius           | Smith, Omoregie, Evans               | 2:43  |
| 5.  | Location (featuring Burna Boy) | Omoregie, Damini Ogulu, Jonathan Mensah, Ikeoluwa Tobi Oladigbolu                       | Smith, Jae5, Omoregie                | 4:01  |
| 6.  | Disaster (featuring J Hus)     | Omoregie, Momodou Jallow                                                                | Smith, Omoregie, TobiShyBoy          | 4:00  |
| 7.  | Screwface Capital              | Omoregie, Smith, Tyrell Paul, Setlam Woldehaimanot                                      | Smith, Omoregie, 169                 | 4:12  |
| 8.  | Environment                    | Omoregie, Smith                                                                         | Smith, Omoregie                      | 3:22  |
| 9.  | Lesley (featuring Ruelle)      | Omoregie, Smith, Eckford, James Napier                                                  | Smith, Omoregie                      | 11:07 |
| 10. | Voices                         | Omoregie, Smith, McCulloch Sutphin, Keith Askey, Jacob Reske                            | Omoregie, 1Mind, Smith               | 3:18  |
| 11. | Drama                          | Omoregie, Eckford, Williams, von Guggenburg                                             | Smith, Omoregie                      | 7:03  |

Notes
- Dave est un producteur additionnel sur Location et Fraser T Smith l'est sur Voices.
- Purple Heart contient un sample de Supastar, écrit par Natalie Stewart, Lonnie Lynn, Scott Storch et Marsha Ambrosius, interprété par Floetry et Common.
- Environment contient un sample de Hangman, écrit et interprété par Dave.

## Classements hebdomadaires
| Classement (2019)             | Meilleure position |
| ----------------------------- | ------------------ |
| Belgique (Flandre Ultratop)   | 169                |
| Écosse (OCC)                  | 19                 |
| France (SNEP Téléchargement)  | 151                |
| Irlande (Irish Albums Chart)  | 6                  |
| Pays-Bas (Mega Album Top 100) | 26                 |
| Royaume-Uni (UK Albums Chart) | 1                  |
| Royaume-Uni (R&B Albums)      | 1                  |

| Classement (2022) | Meilleure position |
| ----------------- | ------------------ |
| Écosse (OCC)      | 8                  |

## Certifications
| Pays              | Certification | Unités certifiées |
| ----------------- | ------------- | ----------------- |
| Danemark (IFPI)   | Or            | 10 000            |
| Royaume-Uni (BPI) | Platine       | 300 000           |